# Diritti LGBT in Ruanda
In Ruanda le persone LGBT non sono perseguite dalle leggi vigenti, ma non godono di alcuna tutela. Anche se l'omosessualità non è illegale, essa viene considerata un argomento tabù, e non vi è alcuna discussione pubblica significativa sulla questione in nessuna regione del paese.

## Storia del diritto

### Regno del Ruanda
Nel vecchio Regno del Ruanda l'omosessualità maschile era comune tra i giovani Hutu e Tutsi.

### Repubblica del Ruanda
Il 16 dicembre 2009 il parlamento nazionale ha discusso se rendere l'omosessualità un reato, con una punizione di 5-10 anni di carcere. Questa legislazione era simile al controverso disegno di legge anti-omosessualità emanato in Uganda. Il ministro della Giustizia Tharcisse Karugarama, tuttavia, ha condannato e confutato le relazioni secondo cui il governo intendeva criminalizzare gli atti omosessuali, affermando che l'orientamento sessuale è una questione privata, non un affare dello Stato.

## Riconoscimento delle relazioni tra persone dello stesso sesso
Il Ruanda non riconosce i matrimoni omosessuali, le unioni civili o altre forme di convivenza. La maggior parte delle persone omosessuali che sono state intervistate ha affermato di non aver rivelato la propria sessualità alla propria famiglia per paura di essere rifiutate.
La costituzione del Ruanda, adottata nel maggio 2003, definisce il matrimonio come "unione tra un uomo e una donna".

## Società e cultura
I rapporti sui Paesi per i diritti umani del Dipartimento di Stato degli Stati Uniti del 2016 hanno dichiarato che:

### Atti di violenza, discriminazione e altri abusi basati sull'orientamento sessuale e sull'identità di genere
Non ci sono leggi che criminalizzano l'orientamento sessuale o la condotta sessuale omosessuale consensuale, e funzionari governativi a livello di governo hanno espresso sostegno per i diritti delle persone lesbiche, gay, bisessuali, transgender e intersessuali (LGBTI). Le persone LGBTI hanno denunciato discriminazioni e abusi da parte della società, e i gruppi per i diritti LGBTI hanno riferito occasionalmente di molestie da parte della polizia. Non sono stati segnalati casi di attacchi fisici contro persone LGBTI, né sono state segnalate persone LGBTI in fuga dal Paese a causa di molestie o attacchi.

### Credenze religiose
Nel 2007, la Chiesa anglicana in Ruanda ha condannato "i comportamenti non biblici" delle chiese europee e americane e ha insistito sul fatto che non avrebbero sostenuto "l'ordinazione del clero gay". Hanno promesso di rifiutare le donazioni delle chiese che supportano i diritti LGBT.

## Tabella riassuntiva
| Attività e relazioni sessuali legali                         | Yes                         |
| Parità dell'età di consenso                                  | No                          |
| Leggi anti-discriminazione sul lavoro                        | No                          |
| Leggi anti-discriminazione nella fornitura di beni e servizi | No                          |
| Leggi anti-discriminazione in tutti gli altri settori        | No                          |
| Matrimonio egualitario                                       | (incostituzionale dal 2003) |
| Unione civile                                                | No                          |
| Adozione                                                     | No                          |
| Autorizzazione a prestare servizio nelle forze armate        | No                          |
| Diritto di cambiare legalmente sesso                         | No                          |
| Surrogazione di maternità                                    | No                          |
| Permessa la donazione di sangue per le persone omosessuali   | No                          |